# 圣米歇尔-洛布塞瓦图瓦尔
圣米歇尔-洛布塞瓦图瓦尔（法語：Saint-Michel-l'Observatoire，法語發音：[sɛ̃ miʃɛl lɔpsɛʁvatwaʁ]）是法国上普罗旺斯阿尔卑斯省的一个市镇，位于该省西南部，属于福卡尔基耶区。该市镇的总面积为27.78平方公里，2009年时的人口为1,238人。

## 地名
“l'Observatoire”意为“天文台”，其早在中世纪就已出现，现代的天文台则建于1925年。

## 人口
圣米歇尔-洛布塞瓦图瓦尔人口变化图示
| 数据来源：INSEE |